# らくらくホンベーシック
らくらくホン ベーシックとは、富士通が開発した、NTTドコモの折りたたみ式第三世代携帯電話(FOMA)端末らくらくホンシリーズFOMA F883i（フォーマ・エフ はち はち さん・アイ）のブランド名。mova端末のらくらくホンIII（F672i）の後継機種の位置づけとして登場した。本項ではバリューコース対応モデルのらくらくホン ベーシックS（FOMA F883iS）、機能などが一部追加されたらくらくホン ベーシックII（F-07A）、2011年4月発売のらくらくホン ベーシック3（F-08C）、2014年10月発売のらくらくホン ベーシック4（F-01G）についても述べる。
らくらくホン ベーシックは、通常のらくらくホンシリーズからさらに機能をシンプルにし、価格を抑えたモデルとなる。らくらくホンシリーズが敬老の日を前にした8月から9月に発売されるのに対し、らくらくホン ベーシックはベーシック3まで春に発売されることが多かったが、ベーシック4では2014-2015冬モデルの1機種として発表されたため、10月発売となった。

## らくらくホン ベーシック
型番：F883i
歴史
- 2007年1月10日 - 電気通信端末機器審査協会 (JATE)通過
- 2007年1月11日 - 技術基準適合証明 (TELEC)通過
- 2007年3月6日 - 開発を発表
- 2007年4月12日 - ホワイト、ゴールド販売延期発表
- 2007年4月13日 - ブラック、ピンク発売開始
- 2007年4月25日 - ホワイト、ゴールド販売開始（関西エリアは4月27日）

らくらくホンIIIの実質的な後継機種という位置付けからカメラ無しの携帯電話で、iチャネルに対応。従来のらくらくホンが持つ使いやすさに加えて、デザインにもこだわりをもつ電話で、端末デザインに無印良品のアートディレクションなどを手がけるグラフィックデザイナーの原研哉を起用し、簡単操作をコンセプトとする携帯にはない“きれいなデザイン”を追求しているのが特徴。
カラーバリエーションはホワイト、ブラック、ゴールド、ピンクの四種類で、発表時点では四色を一斉に発売する予定だったが、ホワイトとゴールドについては発売開始前日の4月12日に発売延期が発表され、発売開始時点ではブラックとピンクのみの発売となった。そして、ホワイトとゴールドは関西エリア以外では2007年4月25日に、関西エリアでは2日後の4月27日に発売が開始された。
通常のらくらくホンシリーズと同様歩数計機能を搭載している。iモードは対応しているが、iアプリは非対応。カメラ非搭載で、テレビ電話も全くできない。

## らくらくホン ベーシックS
型番：F883iS
歴史
- 2008年2月21日 - 技術基準適合証明 (TELEC)通過
- 2008年4月17日 - 開発を発表
- 2008年5月19日 - 発売開始

らくらくホン ベーシックSはバリューコース対応のモデルで、機能は同等だが、本体色はすべて変更された。パールホワイト・オーシャンブラック・メタルレッド・アイスブルーの4色である。また、主力の90xi/70xiシリーズは2007年度よりiSシリーズが廃止され2008年末に型番が変更されたため、「iS」の型番を持つ機種としては最後となった。

## らくらくホン ベーシックII
型番：F-07A
歴史
- 2008年12月25日 - 技術基準適合証明(TELEC)通過[3]
- 2009年1月13日 - 電気通信端末機器審査協会(JATE)通過[4]
- 2009年3月19日 - 開発を発表
- 2009年4月9日 - 発売開始
- 2009年7月21日 - 国際ローミング非対応機種であるが、海外での通信が可能になってしまう不具合を公表

ドコモの型番命名ルールが変更されたことにより、この機種から型番表記が従来品と異なっている。新ルールは、冬リリースを起点とした各年における各端末メーカーの商品発表順に単純に連番を振っていく形となっており、「2008-2009シーズンにおける富士通が7番目に商品化を発表した機種」という意味である。
らくらくホン ベーシックIIは、カメラとmicroSDメモリーカードスロットが追加されたモデル。テレビ電話が全くできないのは変わらない。
- カメラは、AF対応の約200万画素CMOSで、被写体にカメラを向けるだけでピントが自動的に合わせられる「おまかせカメラ」機能を搭載する。おまかせカメラはオートフォーカスだけではなく、手ぶれや被写体ぶれを自動補正する。
- その他に、「おまかせ歪み補正」機能という、手書きメモ撮影画像の歪みを自動で補正したり、撮影した画像を簡単にiモードメールで送信できる機能を持つ。
- microSDメモリーカードスロットは8GBまでのmicroSDHCメモリーカードにも対応する。

次に行う操作を光って教える「光ガイド」が、ボタンの点滅に加えて、画面内も点滅するようになった。たとえば、カメラ起動時には、拡大鏡が使える状態であることを光で案内する。
騒音環境でも聞きやすい「スーパーはっきりボイス2」、相手の声がゆっくり聞こえる「ゆっくりボイス」、雑音を除去し、クリアな音声を相手に伝える「スーパーダブルマイク」が搭載されている。
音声入力メールやデコメールにも対応している。
歩数計はもちろん搭載されており、設定をしておけば、指定した相手に毎日歩数記録をメールで自動的に送信される。

## らくらくホン ベーシック3
型番：F-08C

### 歴史
- 2011年4月15日 - 開発を発表
- 2011年4月22日 - 発売開始
- 2012年1月5日 - 新色ホワイトを発表[5]
- 2012年2月17日 - 新色ホワイト発売開始
- 2013年12月2日 - 新色ペールピンクを発表[6]
- 2013年12月6日 - 新色ペールピンク発売開始

らくらくホン ベーシック3はらくらくホン ベーシックIIの後継機種で、型番名はF-08C（エフ ゼロ はち シー）。NTTドコモから発売される初のSIMロック解除対応端末となる。
また、当該機種に於いては従来機種と比較しサポート面の充実が図られた。

### 概要
- NTTドコモが2010年9月に開設した「らくらくホン」シリーズユーザーを対象に使い方などの説明を受けることができる「らくらくホンセンター」へボタン一つで接続できる「使い方」ボタンを追加。
- 携帯電話の利用状況（歩数、開閉回数、電池残量など）を指定した最大5人の相手（つながりメンバー）に自動通知することができる「つながりほっとサポート」に対応（事前申し込み必要の有料オプションサービス、パケット定額サービス推奨）
- 相手へのメッセージを録音して声を送ることができる「声の宅配便」に対応。メッセージは相手が聞きたいときに聞くことができ、メッセージが再生された場合にはSMS形式で自分の携帯に通知される。
- カメラは有効画素数は約510万画素にアップ。機能面でも被写体が笑顔になると自動でシャッターを切る「笑顔撮影」、被写体を自動で追いかけてピントを合わせ続ける「追跡フォーカス」、最大ISO12800相当（待受サイズのみ）の高感度モードも搭載された。カメラを起動してかざすだけで撮りたいシーンを自動で判別して撮影モードを切り替える機能も搭載されており、QRコードも自動認識される。また、前機種のらくらくホン ベーシックIIで対応となったデコメールも新たにデコメ絵文字にも対応するとともに、簡単操作で文書にあったデコメールを自動作成してくれる「かんたんデコメ」機能を搭載した。
- 「スーパーはっきりボイス2」は人ごみの中でも聞き取りやすい「スーパーはっきりボイス3」[7]に進化するとともに新幹線乗車中・歩行中・走行中の特定環境に合わせて適切に調整を行う「ぴったりボイス」を追加。さらに、事前に生年月日を入力しておくことで、年齢が高くなるにつれて聞き取りづらくなる通話音声の高音部分を自動で強調する「あわせるボイス」も搭載した。
- また、メインディスプレイは約2.8インチに大画面化するとともにフォントも改良され、濁点・半濁点は空間を広くとって潰れにくくし、「さ」や「き」などは文字の離れた部分を明確にして判別しやすくしたことで読みやすさも向上された。
- 上位機種のらくらくホン7に採用されている一部の機能も搭載しており、ワンタッチで「らくらくiメニュー」へアクセスできる「らくらくサイト」ボタン、消去してしまった文字を1つ前の状態に戻して復活させるあんしん機能、操作方法を音声で検索できる「しゃべって検索」を備えるほか、富士通製パソコン「FMVらくらくパソコン3/4」との連携に対応。「FMVらくらくパソコン3/4」同梱のらくらくホン専用スタンドにセットするだけで写真や歩数・活動量を取り込むことができる（「FMVらくらくパソコン3」で歩数・活動量を取り込むにはパソコン側でアップデートが必要）。
- サービスにおいても前述のデコメ絵文字に加え、iモーション・ビデオクリップ、i Bodymo、iコンシェル、FOMAハイスピード（受信時最大7.2MbpsのHSDPA）に対応（らくらくホンシリーズにおけるFOMAハイスピード対応機種はらくらくホンプレミアム、らくらくホン7に次いで3機種目であるが、らくらくホン ベーシックにおいては初採用）。

| 主な対応サービス                   | 主な対応サービス                    | 主な対応サービス                       | 主な対応サービス                                 |
| ---------------------------------- | ----------------------------------- | -------------------------------------- | ------------------------------------------------ |
| タッチパネル                       | FOMAハイスピード （受信7.2Mbps）    | Bluetooth                              | DCMX／おサイフケータイ                           |
| iアプリオンライン／ドコモ地図ナビ  | 直感ゲーム／メガiアプリ             | iウィジェット                          | マチキャラ／iコンシェル                          |
| ホームU／ポケットU                 | GPS ／ケータイお探しサービス        | デコメール／デコメ絵文字／デコメアニメ | iチャネル                                        |
| 着もじ                             | テレビ電話／キャラ電                | ケータイデータお預かりサービス         | フルブラウザ                                     |
| おまかせロック／バイオ認証         | 外部メモリーへiモードコンテンツ移行 | トルカ                                 | iC通信                                           |
| きせかえツール／ダイレクトメニュー | バーコードリーダ／名刺リーダ        | 2in1                                   | エリアメール／ソフトウェアーアップデート自動更新 |
| GSM／3Gローミング（WORLD WING）    | 着うたフル／うた・ホーダイ          | Music&Videoチャネル／ビデオクリップ    | デジタルオーディオプレーヤー                     |

### インストールiアプリ
| アプリ名                              | 概要                                                                                               |
| ------------------------------------- | -------------------------------------------------------------------------------------------------- |
| ケータイ能力ストレッチング らくらく版 | 東北大学川島隆太教授監修の脳トレーニングゲーム                                                     |
| お薬辞典+手帳                         | 薬の管理や使用日時の通知、薬の情報の検索ができるアプリ                                             |
| ケータイ脳力ストレッチング らくらく版 | 搭載されているGPS機能を利用して目的地を検索したり、交通手段によるルートを表示できる                |
| E★エブリスタ携帯小説                  | コミュニティサイト「趣味人倶楽部（しゅみーとくらぶ）」で人気の高い携帯小説を読むことができるアプリ |
| 耳ヨミ for らくらくホン               | オーディオブックを再生するためのアプリ                                                             |

そのほか、ドコモマーケットから様々なアプリをダウンロードし利用することも可能となっている。

## らくらくホン ベーシック4
型番：F-01G

### 歴史
- 2014年9月30日 - 2014-15冬モデルの1機種として開発を発表[8]
- 2014年10月4日 - 発売開始

### 概要
- らくらくホン ベーシックとしては約3年半ぶりの新モデルとなるベーシック4では、ベーシックモデルで初となる防水（IPX5/IPX8等級相当）・防塵（IP5X等級相当）対応となり、水回り・雨の日での外出先・レジャーでも使用できるようになった。
- また、上位機種のらくらくホン8で採用されている「光ガイド」機能も加わり、着信があった時には受話ボタンが点滅、設定完了画面では画面と連動して該当するボタンが光るため操作がしやすくなった。
- カラーはらくらくホン ベーシック3から継続設定のゴールドとピンク、らくらくホン ベーシック以来の設定となるブラック、新色のブルーを加えた4色展開としている。
- 2016年11月2日にiモードケータイの出荷を同年中に終了することが発表された[9]際に、本機種とらくらくホン8については出荷を継続するとしていたが、本機種は2017年6月時点で販売を終了している（公式サイトの製品情報がなくなっている）。
- 富士通の自社名義では、最後のらくらくホンであった。